# Rami (Syria)
Rami (arab. رامي) – miejscowość w Syrii, w muhafazie As-Suwajda. W 2004 roku liczyła 1432 mieszkańców.